# Morellia insularis
Morellia insularis är en tvåvingeart som beskrevs av Adrian C. Pont 2006. Morellia insularis ingår i släktet Morellia och familjen husflugor.
Artens utbredningsområde är Seychellerna. Inga underarter finns listade i Catalogue of Life.